# 自由劇場 (劇団四季)

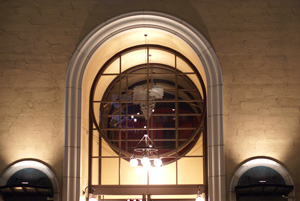
シンボルマーク

自由劇場（じゆうげきじょう、英語：JIYU Theatre）は、東京都港区にある劇団四季の専用劇場である。
俳優で演出家の串田和美が主宰した自由劇場と関係はない。

## 概要
劇団四季が主にストレートプレイを上演するための専用劇場で、劇団四季の創立50周年記念事業として四季劇場［春］［秋］の隣に2003年（平成15年）11月11日にオープン。こけら落とし公演は『オンディーヌ』。
客席数は約500席。1階席最後部から舞台まで約15m、2階客席最前列から舞台まで約11mととても近いが、舞台設備は他の四季劇場と同規模である。また、客席の奥行きと舞台の奥行きがほぼ同じである。普段は埋めているが、オーケストラピットも作れる。楽屋は2階・3階にある。
同劇場で初のミュージカル公演は『コーラスライン』である。
2015年からは劇団四季公演の他に、同劇団を退社した浅利慶太が新たに立ち上げた「浅利演出事務所」製作による『浅利慶太プロデュース公演』（浅利氏没後の表記は『浅利演出事務所公演』）も行われている。
2020年、隣接していた四季劇場［春］［秋］の建替工事が完了し、劇場名が「JR東日本四季劇場［春］［秋］」に変更されたのに伴い、本劇場も「JR東日本アートセンター」の名が外され「自由劇場」に変更された。
2021年からは劇団四季の公演が行われていない期間に他の演劇団体が同劇場を利用できるようになり、劇団四季や浅利演出事務所以外の団体の公演も行われるようになった。

## アクセス
鉄道
- 東日本旅客鉄道（JR東日本）
  - 山手線・京浜東北線 浜松町駅より徒歩約7分
- ゆりかもめ
  - 竹芝駅より徒歩約3分
- 都営地下鉄
  - 浅草線・大江戸線 大門駅より徒歩約9分

## 上演記録
劇団四季公演
- 2003年（平成15年）
  - オンディーヌ （11月11日 - 11月30日）
  - ひかりごけ （12月9日 - 12月23日）
- 2004年（平成16年）
  - アンドロマック （1月3日 - 1月18日）
  - 思い出を売る男 （1月30日 - 2月19日）
  - ハムレット （2月27日 - 3月28日）
  - エクウス 馬 （4月10日 - 5月9日）
  - この生命誰のもの （5月16日 - 6月5日）
  - ひばり （6月17日 - 7月11日）
  - スルース 探偵 （7月18日 - 8月19日）
  - オンディーヌ （8月29日 - 9月19日）
  - ヴェニスの商人 （9月26日 - 11月3日）
  - コーラスライン （11月16日 - 2005年2月27日）
- 2005年（平成17年）
  - アンチゴーヌ （3月6日 - 3月22日）
  - 思い出を売る男 （4月6日 - 4月24日）
  - 解ってたまるか! （5月5日 - 5月22日）
  - スルース 探偵 （6月3日 - 6月26日）
  - はだかの王様 （7月15日 - 7月24日）
  - 桃次郎の冒険 （7月30日 - 8月7日）
  - アスペクツ オブ ラブ （8月17日 - 11月27日）
  - 間奏曲 （12月9日 - 12月23日）
- 2006年（平成18年）
  - 鹿鳴館 （1月14日 - 6月10日）
  - ブラックコメディ （6月18日 - 7月23日）
  - 魔法をすてたマジョリン （8月3日 - 8月27日）
  - 壁抜け男 （9月9日 - 11月19日）
  - 鹿鳴館 （12月1日 - 2007年1月8日）
- 2007年（平成19年）
  - 魔法をすてたマジョリン （1月27日 - 2月18日）
  - はだかの王様 （3月3日 - 3月22日）
  - オンディーヌ （4月15日 - 5月12日）
  - 解ってたまるか! （5月22日 - 6月21日）
  - エクウス 馬 （7月1日 - 8月4日）
  - ふたりのロッテ （8月11日 - 9月9日、12月2日 - 12月15日）
  - この生命誰のもの （9月16日 - 10月7日）
  - 鹿鳴館 （10月20日 - 11月25日）
  - ハムレット （12月24日 - 2008年2月3日）
- 2008年（平成20年）
  - 赤毛のアン （2月22日 - 6月11日）
  - 思い出を売る男 （6月21日 - 7月13日）
  - むかしむかしゾウがきた （7月21日 - 8月24日）
  - トロイ戦争は起こらないだろう （9月2日 - 9月20日）
  - ブラックコメディ （9月27日 - 10月26日）
  - 解ってたまるか! （11月3日 - 11月23日）
  - 赤毛のアン （11月30日 - 2009年1月12日）
- 2009年（平成21年）
  - アルデールまたは聖女 （1月22日 - 2月4日）
  - ジーザス・クライスト＝スーパースター ジャポネスクバージョン （2月15日 - 3月1日）
  - ジーザス・クライスト＝スーパースター エルサレムバージョン （3月10日 - 3月22日）
  - ひかりごけ （4月5日 - 4月12日）
  - 春のめざめ （5月2日 - 9月5日）
  - 鹿鳴館 （9月14日 - 10月10日）
  - コーラスライン （10月17日 - 2010年1月3日）
- 2010年（平成22年）
  - エビータ （1月16日 - 3月14日）
  - エクウス 馬 （3月22日 - 4月10日）
  - 春のめざめ （4月22日 - 5月30日）
  - ハムレット （6月10日 - 7月11日）
  - はだかの王様 （7月18日 - 8月29日）
  - 赤毛のアン （9月7日 - 10月31日）
  - スルース 探偵 （11月9日 - 11月28日）
  - 雪ん子 （12月8日 - 2011年1月4日）※ 人間になりたがった猫との交互上演
  - 人間になりたがった猫 （12月8日 - 2011年1月4日）※ 雪ん子との交互上演
- 2011年（平成23年）
  - コンタクト（1月16日 - 2月24日）
  - オンディーヌ （3月10日 - 4月2日）
  - ジーザス・クライスト＝スーパースター エルサレムバージョン（4月13日 - 5月7日、7月5日 - 7月17日）
  - ジーザス・クライスト＝スーパースター ジャポネスクバージョン（5月14日 - 5月29日）
  - ヴェニスの商人（6月5日 - 6月26日）
  - 魔法をすてたマジョリン（7月24日 - 8月31日）
  - 思い出を売る男（9月10日 - 9月30日）
  - コーラスライン（10月7日 - 12月16日）
  - 王様の耳はロバの耳（12月23日 - 2012年1月14日）
- 2012年（平成24年）
  - エビータ（1月22日 - 2月26日）
  - 解ってたまるか!（3月3日 - 3月14日）
  - ガンバの大冒険（3月20日 - 4月15日）
  - 間奏曲（4月22日 - 5月10日）
  - アスペクツ オブ ラブ 恋はすべてを変える（5月26日 - 7月7日）
  - ひばり ジャンヌ・ダルク 奇蹟の少女（7月14日 - 7月29日）
  - 桃次郎の冒険（8月4日 - 9月2日）
  - 赤毛のアン（9月15日 - 10月14日）
  - ジーザス・クライスト＝スーパースター エルサレムバージョン（10月23日 - 11月18日）
  - ジーザス・クライスト＝スーパースター ジャポネスクバージョン（11月25日 - 12月13日）
  - はだかの王様（12月19日 - 2013年1月13日）
- 2013年（平成25年）
  - この生命誰のもの（1月20日 - 2月3日）
  - ハムレット（3月17日 - 4月4日）
  - ジョン万次郎の夢（4月14日 - 5月5日）
  - 鹿鳴館（6月2日 - 6月29日）
  - 人間になりたがった猫（7月12日 - 8月25日）
  - コーラスライン（9月1日 - 9月23日）
  - ジーザス・クライスト＝スーパースター エルサレムバージョン（11月3日 - 12月1日）
  - ジーザス・クライスト＝スーパースター ジャポネスクバージョン（12月7日 - 12月14日）
  - ふたりのロッテ（12月21日 - 2014年1月12日）
- 2014年（平成26年）
  - 思い出を売る男（1月19日 - 2月2日）
  - 壁抜け男 モンマルトル恋物語（2月9日 - 3月15日）
  - 魔法をすてたマジョリン（3月22日 - 4月13日）
  - 劇団四季ソング&ダンス 60 感謝の花束（4月24日 - 8月3日）
  - ジーザス・クライスト＝スーパースター エルサレムバージョン（8月10日 - 8月24日）
  - 赤毛のアン（8月31日 - 9月28日）
  - オンディーヌ（10月13日 - 11月3日）
  - コンタクト（11月16日 - 12月7日）
  - むかしむかしゾウがきた（12月14日 - 2015年1月12日）
- 2015年（平成27年）
  - 魔法をすてたマジョリン（3月21日 - 4月5日）
  - ジーザス・クライスト＝スーパースター エルサレムバージョン（5月30日 - 6月21日）
  - 王子とこじき（7月25日 - 8月23日）
  - コーラスライン（9月19日 - 11月23日）
  - エルコスの祈り（12月20日 - 2016年1月11日）
- 2016年（平成28年）
  - 人間になりたがった猫（3月27日 - 4月10日）
  - コーラスライン（4月17日 - 5月15日）
  - エクウス 馬（6月26日 - 7月10日）
  - ガンバの大冒険（7月23日 - 8月21日）
  - 壁抜け男（9月27日 - 11月13日）
  - 嵐の中の子どもたち（12月23日 - 2017年1月9日）
- 2017年（平成29年）
  - エルコスの祈り（3月18日 - 4月4日）
  - ブラックコメディ（4月21日 - 5月7日）
  - 嵐の中の子どもたち（7月23日 - 7月31日）
  - ガンバの大冒険（8月6日 - 8月14日）
  - 王様の耳はロバの耳（12月22日 - 2018年1月8日）
- 2018年（平成30年）
  - 恋におちたシェイクスピア（6月22日 - 8月26日、10月12日 - 11月25日）
- 2019年（令和元年）
  - ジーザス・クライスト＝スーパースター エルサレムバージョン（5月18日 - 6月2日）
  - エビータ（6月17日 - 7月7日）
- 2020年（令和2年）
  - ロボット・イン・ザ・ガーデン（10月3日 - 11月27日）[3][4][5]
- 2021年（令和3年）
  - ロボット・イン・ザ・ガーデン（1月17日 - 3月21日、12月22日 - 2022年1月23日）[6][7]
  - はじまりの樹の神話 ～こそあどの森の物語～（8月15日 - 8月29日）[6]
- 2022年（令和4年）
  - 人間になりたがった猫（7月23日 - 8月28日）[8]
- 2023年（令和5年）[9]
  - ジョン万次郎の夢（3月11日 - 4月2日）
  - ジーザス・クライスト＝スーパースター ジャポネスクバージョン（6月22日 - 7月16日）
  - エルコスの祈り（8月5日 - 9月2日）
  - ひばり（12月24日 - 2024年1月20日）
- 2024年（令和6年）
  - ジーザス・クライスト＝スーパースター エルサレムバージョン（2月16日 - 3月24日）
  - ふたりのロッテ（7月21日 - 8月25日）
  - 赤毛のアン（12月3日 - 2025年2月16日）
- 2025年（令和7年）
  - 王子と少年（「王子とこじき」改題、3月7日 - 4月2日）
  - カモメに飛ぶことを教えた猫（7月26日 - 8月29日予定）
  - 恋におちたシェイクスピア（11月23日 - 2026年2月8日予定）
- 2026年（令和8年）
  - はじまりの樹の神話 ～こそあどの森の物語～（3月1日 - 3月29日予定）

浅利演出事務所公演（浅利慶太プロデュース公演）
- 浅利演出事務所を参照。